# Sant'Olcese
Sant'Olcese (en ligur Sant'Orçeize) és un comune sparso italià, situat a la regió de la Ligúria i a la ciutat metropolitana de Gènova. El 2011 tenia 5.911 habitants. La seu de l'ajuntament es troba a la frazione de Piccarello, situada en una posició central respecte la resta de frazioni.

## Geografia
Situada a la vall Polcevera, al nord de Gènova. Té una superfície de 21,9 km² i les frazioni d'Arvigo, Casanova, Comago, Manesseno, Piccarello, Sant'Olcese Chiesa, Torrazza, Trensasco i Vicomorasso. Limita amb les comunes de Gènova, Montoggio i Serra Riccò.